# مجلس النواب الأردني السابع عشر
مجلس النواب الأردني السابع عشر أُجريت الانتخابات النیابیة للمجلس في 23 يناير 2013 وفق قانون الانتخاب لمجلس النواب لسنة 2012، حیث شھد ھذا المجلس ارتفاعاً في
عدد المقاعد النیابیة من 120 إلى 150 مقعدا، كما ُخصصت مقاعد للقوائم الوطنیة عددھا (27) مقعدا، وأصبح للناخب الحق بالإدلاء بصوتین (صوت للدائرة
الانتخابیة المحلیة وأخر للدائرة الانتخابیة العامة)، وقد ُخصص للكوتا النسائیة 15 مقعدا، وقد شھد ھذا المجلس وصول (18) سیدة إلى قبة البرلمان، حیث
استطاعت سیدتان الفوز من خلال دوائرھن الانتخابیة المحلیة بعیدا عن الكوتا، وسیدة أخرى من خلال القائمة الوطنیة.
وترأس سعد ھايل السرور المجلس في دورته غیر العادية، یلیه عاطف الطراونة في دورته العادية الأولى
جرت انتخابات تشريعية مبكرة في الأردن في 23 يناير، 2013. وكانت نسبة التصويت 56.5% وفقًا للهيئة المستقلة للانتخاب. وقد ترشح في هذه الانتخابات 1425 مرشحًا، من بينهم 191 سيدة. وقد شككت جماعة الإخوان المسلمين في الأردن في نسبة التصويت التي أعلنتها الهيئة المستقلة للانتخابات، وقالت أن هذه النسبة لا تتعدى 24.8%.

## أعضاء المجلس
أسماء الاعضاء المجلس بالترتيب الهجائي:
1. إبراهيم سليمان احمد العطيوي
2. إبراهيم صبحي امحمد الشحاحدة
3. احمد إبراهيم سلامة الهميسات
4. احمد رجب إبراهيم الجالودي
5. احمد قاسم محمد الرقيبات
6. احمد محمد علي الصفدي
7. اعطيوي جميل اعطيوي المجالي
8. اكريم سليم عواد العوضات
9. أمجد محمد خليل ال خطاب
10. أمجد ناجح طاهر المسلماني
11. أمجد هزاع بركات المجالي
12. آمنة سليمان عبد الله الغراغير
13. انصاف احمد سلامة الخوالدة
14. باسل خلف إبراهيم الملكاوي
15. باسل موسى عبد القادر علاونة
16. بدر محمود إبراهيم الطورة
17. بسام عبد السلام حميده البطوش
18. بسام محمد احمد المناصير
19. تامر شاهر سيد محمد بينو
20. تمام محمد عبد القادر الرياطي
21. ثامر ملوح عواد الفايز
22. جمال عيسى جريس قموه
23. جميل ثلجي فريح النمري
24. حابس ركاد خليل الشبيب
25. حازم شريف يوسف قشوع
26. حديثة جمال حديثة الخريشة
27. حسن محمد عجاج عبيدات
28. حسني محمد فندي الشياب
29. حمدية نواف فارس القويدر
30. حمزة محمد ضيف الله أخو رشيده
31. خالد عبد الرزاق موسى الحياري
32. خالد محمود محمد البكار
33. خلود محمد عبيدالله الخطاطبة
34. خليل حسين خليل عطية
35. خميس حسين خليل عطية
36. خير عبد الله عياد أبو صعيليك
37. خيرالدين إسماعيل حازوق هاكوز
38. رائد إبراهيم خلف حجازين
39. رائد حسان موسى الكوز
40. رائد يوسف حمدان الخلايلة
41. ردينة محمد محمود العطي
42. رضا خليل خوري حداد
43. رولا احمد محمد الفرا الحروب
44. ريم عقلة نواش أبو دلبوح
45. زكريا محمد عيد الشيخ
46. زيد محمد فلاح الشوابكة
47. سعد خلف حمد الزوايدة
48. سعد عوض عطا الله البلوي
49. سعد هايل عودة هايل السرور
50. سليم بديع احمد بطاينة
51. سليمان حويله عيد الزبن
52. سمير عبد الله مصطفى العرابي
53. سمير عقل سليم عويس
54. شادي علي بركات العدوان
55. شاهه سالم سليم أبو شوشه العمارين
56. ضرار قيصر عطا الله الداود
57. ضيف الله خليف افليح الخالدي
58. ضيف الله سعد عواد السعيديين
59. طارق سامي حنا خوري
60. طه عبد الكريم إبراهيم الشرفاء
61. عاطف انيس نجيب قعوار
62. عاطف يوسف صالح الطراونة
63. عامر محمد عبد الرحمن البشير
64. عبد علي محمد المحسيري*
65. عبد الجليل عبد المجيد محمد الزيود العبادي
66. عبد الرحيم فتحي سليم البقاعي
67. عبد الكريم فيصل ضيف الله الدغمي
68. عبد الكريم محمد سليمان الدرايسة
69. عبد الله خليف الشنوان الخوالدة
70. عبد الله قاسم محمد عبيدات
71. عبد المجيد محمد محمود الاقطش
72. عبد المنعم صالح شحادة العودات,
73. عبد الهادي عطا الله جعفر المجالي
74. عبد الهادي محمد حمد المحارمة
75. عدنان خلف حامد العجارمة
76. عدنان سعيد محمد أبو ركبة
77. عدنان سليمان ضيف الله الفرجات
78. عساف عبد ربه سالم الشوبكي
79. علي سالم فاضل الخلايلة
80. علي صالح إبراهيم بني عطا
81. علي عطوه عودة العزازمة
82. علي عواد حمد السنيد
83. عوض محمد حسن كريشان
84. فاتن عطا الله عبد الله الخليفات
85. فارس إبراهيم سليمان الهلسة
86. فاطمة علي ضيغ الله أبو عبطه
87. فلك سليمان مبارك الجمعاني
88. فواز محمود مفلح الزعبي
89. فيصل نايف جاد الاعور
90. قاسم محمد قاسم بني هاني
91. قصي احمد عبد الحميد الدميسي**
92. كمال احمد محمد الزغول
93. مازن حمد عيسى الضلاعين
94. مجحم حمد أبو مديريس الصقور
95. محمد احمد محمود الحاج
96. محمد إسماعيل عارف الفريحات
97. محمد إسماعيل علي السعودي
98. محمد جميل علي العمرو
99. محمد جميل محمد الظهراوي
100. محمد حريزي عبد السلام البدري
101. محمد حمد مصطفى القطاطشة
102. محمد خالد محمود الردايدة
103. محمد خليل محمد عشا الدوايمة
104. محمد راشد عودة البرايسة
105. محمد زهير محمد الخشمان
106. محمد سليم محمد الشرمان
107. محمد عبد الفتاح محمود هديب
108. محمد علي حسن الرياطي
109. محمد عواد محمد العلاقمة
110. محمد فالح قاسم الحجايا
111. محمد فلاح فاضي العبادي
112. محمد فؤاد محمد الخصاونة
113. محمد كريم علي الزبون
114. محمد مصلح حامد الشديفات
115. محمد يوسف محمد الحجوج الدوايمة
116. محمود عواد إسماعيل الخرابشة
117. محمود محسن فالح مهيدات
118. مدالله علي اشتيان الطراونة
119. مرزا قاسم مرزا بولاد
120. مريم محمد موسى اللوزي
121. مصطفى إبراهيم بطرس الحمارنة
122. مصطفى رمضان عبد القادر ياغي
123. مصطفى سليمان فلاح شنيكات
124. مصطفى صالح مصطفى العماوي
125. مصطفى نصر مصطفى الرواشدة
126. معتز محمد موسى أبو رمان
127. مفلح حمد المنيزل الرحيمي
128. مفلح فلاح ياسين العشيبات***
129. مفلح محمد مفلح الخزاعلة
130. منير توفيق سعد زوايدة
131. موسى رشيد شرقي الخلايلة
132. موسى عمير حسن أبو سويلم
133. موفق محمد إبراهيم الضمور
134. ميسر سالم عايد السردية
135. نايف زيد دوجان الخزاعله
136. نايف عبد السلام مسلم الليمون
137. نجاح محمد مسلم العزة
138. نصار حسن سالم القيسي
139. نضال احمد علي الحياري
140. نعايم سلامة يوسف العجارمة
141. هايل مفلح فلاح الودعان الدعجة
142. هند حاكم الفايز
143. هيثم عبد الله عبد الحليم أبو خديجة
144. هيثم ممدوح حمدان العبادي
145. وصفي محمد فياض الزيود
146. وفاء سعيد يعقوب بني مصطفى
147. ياسين عبد المنعم محمد بني ياسين
148. يحيى محمد محمود السعود
149. يوسف احمد حسين القرنة
150. يوسف حسن محمود أبو هويدي